# Joseph Pholien
Joseph Clovis Louis Marie Emmanuel Pholien (ur. 28 grudnia 1884 w Liège, zm. 4 stycznia 1968 w Brukseli) – belgijski (waloński) prawnik i polityk, adwokat, senator (1936–1961), dwukrotny minister sprawiedliwości. W latach 1950–1952 premier Belgii. Członek Partii Katolickiej, a następnie Partii Społeczno-Chrześcijańskiej (PSC-CVP).

## Życiorys

### Młodość i wykształcenie
Ukończył studia prawnicze na Wolnym Uniwersytecie Brukselskim i w 1906 uzyskał tam doktorat. W tym samym roku został adwokatem. W 1916 wstąpił ochotniczo do wojska, gdzie był początkowo asystentem, a następnie zastępcą prokuratora wojskowego. Pod koniec września 1918 trafił do niewoli niemieckiej. Przebywał w obozie jenieckim w Torgau, skąd zbiegł w dniu podpisania zawieszenia broni. Po wojnie powrócił do praktyki adwokackiej. 

### Działalność polityczna
Od 1926 do 1929 był radnym brukselskiej dzielnicy Ixelles. W 1936 wszedł w skład Senatu z ramienia Partii Katolickiej. W latach 1938–1939 sprawował urząd ministra sprawiedliwości w gabinecie Paula-Henriego Spaaka. W maju 1940 ponownie ochotniczo wstąpił do wojska. W czasie okupacji niemieckiej działał w ruchu oporu i był trzykrotnie więziony (od lipca do grudnia 1941, w grudniu 1942 oraz od stycznia do marca 1943). Po lądowaniu aliantów w Normandii zaczął się ukrywać. W 1945 był wśród założycieli Partii Chrześcijańsko-Społecznej. Opowiadał się za powrotem do kraju króla Leopolda III . 
16 sierpnia 1950, po rezygnacji premiera Jeana Duvieusarta, stanął na czele nowego rządu. W tracie jego urzędowania nastąpiła abdykacja Leopolda III i wstąpienie na tron Baldwina I (17 lipca 1951). Premier Pholien zdecydował również o udziale wojsk belgijskich w wojnie koreańskiej (w skałdzie Sił ONZ w Korei) oraz o wydłużeniu obowiązkowej służby wojskowej z 7 do 24 miesięcy. 15 stycznia 1952 na stanowisku premiera zastąpił go Jean Van Houtte (dotychczasowy minister finansów). 
Pholien wszedł w skład nowego gabinetu, obejmując urząd ministra sprawiedliwości. 3 września tego samego roku podał się do dymisji, w następstwie przedterminowego zwolnienia z więzień (z polecenia ministra spraw wewnętrznych Ludovica Moyersoena) belgijskich kolaborantów i zbrodniarzy wojennych: Emiela Van Coppenolle (dowódcy belgijskiej żandarmerii w okresie okupacji niemieckiej) oraz Richarda De Bodta (rottenführera Algemeene-SS Vlaanderen, nazywanego „katem z Fortu Breendonk”). Powrócił wówczas do wykonywania zawodu adwokata. Do 1961 pozostawał senatorem. W 1966 otrzymał honorowy tytuł ministra stanu.

### Życie prywatne
W 1914 ożenił się z Isabelle Dor (1890–1972), z którą miał jedną córkę. Był autorem felietonów w Le Soir oraz w La Libre Belgique. Zmarł 4 stycznia 1968. Został pochowany na cmentarzu Ixelles.

## Ordery i Odznaczenia
- Order Leopolda (II klasa) – Belgia
- Order Korony (I klasa) – Belgia
- Order Leopolda II (I klasa) – Belgia
- Krzyż Wojenny (1940-1945) – Belgia
- Medal Ruchu Oporu 1940-1945 – Belgia
- Order Narodowy Legii Honorowej (III klasa) – Francja
- Order Zasługi Cywilnej (II klasa) – Hiszpania
- Order Lwa Niderlandzkiego (I klasa) – Holandia
- Order Korony Dębowej (I klasa) – Luksemburg
- Order Korony Tajlandii (II klasa) – Tajlandia
- Order Świętego Grzegorza Wielkiego (I klasa) – Watykan
- Order Imperium Brytyjskiego (V klasa) – Wielka Brytania
- Order Zasługi Republiki Włoskiej (II klasa) – Włochy[3][4][6]

## Źrodła zewnętrzne
- Skład rządu Josepha Pholiena. crisp.be. [dostęp 2025-08-01]. (fr.).